# 笑い飯西田のてくてく大喜利
『笑い飯西田のてくてく大喜利』（わらいめしにしだのてくてくおおぎり）は、奈良テレビ（TVN）が制作するテレビ番組。笑い飯・西田幸治の冠番組である。

## 概要
奈良市出身の芸人・笑い飯西田が、ゲスト芸人とともに故郷奈良を歩き、街の人々から出題された大喜利に回答する旅番組・バラエティ番組であり、「新感覚の『ふれあい大喜利』番組」を標榜している。
基本的に番組内で紹介・登場するグルメは、西田とゲスト芸人のうち一人のみしか食べられないルールとなっている。グルメ紹介時に取材先の店主やスタッフが出題した大喜利の「お題」に対する回答が、出題者から面白いと判定されたほうの出演者のみグルメを満喫することができる。
もともと本番組はレギュラー放送開始前に、単発の特別番組として放送されていた番組であり、2021年12月25日、2022年3月20日のゴールデンタイム30分枠の放送を経て、2024年10月より深夜枠に放送枠を移してレギュラー化が実現した番組である。
2025年4月8日放送分から在京民放キー局5社が共同運営している動画配信サービス「TVer」での見逃し配信を開始した。本放送終了直後より配信するとしている。

## 出演者

### MC
- 笑い飯・西田幸治

### 案内人
- 上地由真

### ナレーター
- はやし兄弟

## テーマ曲

### エンディング
- 「インフィールドスパゲッティフライ」- ジュースごくごく倶楽部（2024年10月8日 - 2024年12月17日）
- 「SHOUT!!!!!」- husky（2025年1月7日 - 2025年3月18日）[5]
- 「Phoenix」- Sirius（2025年4月8日 - 現在）[6]

## 放送時間
- 火曜 23:05 - 23:35
  - 番組自体は毎週放送だが、新作は隔週放送で、新作を放送した翌週は前回の再放送を行う。

## スタッフ
（2024年10月8日時点）
- CAM：澁谷徳士
- MIX：井上聖司
- CA：上釜奈々
- AD：堀尾穂乃
- テロップ：山谷智美
- イラスト：平田美保
- MA：福吉英介
- 大喜利作家：花満大地
- ディレクター：橋本和哉、北澤知彦
- プロデューサー：田中義和、山川剛考
- チーフプロデューサー：中川雅幸
- 制作協力：放送映画製作所、office zucchini
- 制作著作：奈良テレビ放送